# NGC 863
NGC 863 è una galassia a spirale situata nella costellazione della Balena, a una distanza di circa 368 milioni di anni luce dalla nostra Via Lattea.

## Scoperta
La galassia è stata scoperta il 6 gennaio 1785 dall'astronomo britannico di origine tedesca William Herschel.
La stessa galassia fu poi osservata in due riprese dall'astronomo statunitense Lewis Swift il 3 e il 31 ottobre 1886. In entrambi i casi venne descritta come una nuova galassia e per questo inserita nel New General Catalogue sotto i codici NGC 866 e NGC 885.

## Descrizione
NGC 863 ha una classe di luminosità I e presenta una larga riga a 21 cm dell'idrogeno neutro.  
È inoltre una galassia attiva di tipo Seyfert 1 (Sy 1). NGC 863 è una galassia il cui nucleo è molto brillante nell'ultravioletto. È inserita nel catalogo di Markarian con il codice Mrk 590 (MK 590).